# Svenska Serier 1989
Svenska Serier Årgång 1989 var den sjunde årgången av serietidningen Svenska Serier som gavs ut av Semic Press 1979–82 och 1987–96. Årgången hade fem nummer.

## Innehåll i årgången
| Nummer | Serie                                  | Upphovsman                                                         |
| ------ | -------------------------------------- | ------------------------------------------------------------------ |
| 1      | Traskens                               | Jonas Darnell                                                      |
|        | Korsmannen: Lämna icke sten på sten    | Jonas Andersson & Lars Andreasson, Johan Andreasson & Mikael Grahn |
|        | Peppe & Lagens Väktare                 | Gunnar Krantz                                                      |
|        | Martin Udd går på en mina (Del 4)      | Magnus Knutsson Ulf Jansson                                        |
|        | Mardrömmen                             | Åke Johansson                                                      |
|        | 9 år                                   | Magnus Knutsson Per Gyllenör                                       |
|        | L’artiste med flera verk               | Sonja Härdin                                                       |
|        | Sven och kärleken                      | Bowen Redaktionen                                                  |
| 2      | Traskens                               | Jonas Darnell Dan Sjöblom & Marcus Westin                          |
|        | Korsmannen: Från elden kommer ljuset   | Jonas Andersson & Lars Andreasson, Johan Andreasson & Mikael Grahn |
|        | Delirium                               | Jonas Darnell                                                      |
|        | Martin Udd går på en mina (Del 5)      | Magnus Knutsson Ulf Jansson                                        |
|        | Vit som snö                            | Peter Sångberg                                                     |
|        | Tjuren, Råttan & Räven                 | Stefan Rothmaier                                                   |
|        | Götes Äventyr                          | Martin Rath                                                        |
|        | Sven-Olle och “livet po landed”        | Håkan Fredriksson, Peter Nilsson Claes Reimerthi & Per Gyllenör    |
| 3      | Traskens                               | Jonas Darnell                                                      |
|        | Korsmannen: Soppan är slut i Jerusalem | Lars Andreasson, Johan Andreasson & Mikael Grahn                   |
|        | Martin Udd går på en mina (Del 6)      | Magnus Knutsson Ulf Jansson                                        |
|        | Traskens                               | Jonas Darnell                                                      |
|        | Den Andra Sidan                        | Åke Johansson                                                      |
|        | Kapten Wasa                            | Roger Berggren                                                     |
|        | 100.000 Dollar                         | Per-Anders Blomgren                                                |
|        | Harry                                  | Richard Sandberg                                                   |
|        | Sven-Pucko                             | Alf Woxnerud Redaktionen                                           |
| 4      | Traskens                               | Jonas Darnell                                                      |
|        | James Hund och Det Stora Tåglånet      | Jonas Darnell Patrik Norrman                                       |
|        | Korsmannen: Den Nya Ordningen          | Jonas Andersson & Lars Andreasson, Johan Andreasson & Mikael Grahn |
|        | Traskens: Råttkriget                   | Jonas Darnell                                                      |
|        | Roulette                               | Simon Kaijser                                                      |
|        | Kronosapien                            | Jonas Dahlström Jens Wahlgren                                      |
|        | Åkes äventyr i tiden                   | Johan Wanloo                                                       |
|        | Dagdrömmar                             | Roland Beijer                                                      |
|        | Hip-Hop-Sven                           | Jonny Nordlund Redaktionen                                         |
| 5      | Traskens                               | Jonas Darnell                                                      |
|        | Äventyrarna                            | Thomas Andersson Lennart Moberg                                    |
|        | Schlagerslaget                         | Mikael Andersson Per Gyllenör                                      |
|        | En Julsaga                             | Mikael Bergkvist Magnus Häglund                                    |
|        | Delirium – andra stadiet               | Jonas Darnell                                                      |
|        | Muhd Gojin                             | Mikael Stenmark                                                    |
|        | Johnny Primat och Syndafloden          | Jonas Forsberg                                                     |
|        | Krossaren                              | Mikael Tomasic                                                     |
|        | Johnny Primat: Om jag hade pengar…     | Jonas Forsberg                                                     |
|        | Den Gamle Seriesamlaren                | Jens Sjödén Tord Sjödén                                            |
|        | Samurai-Sven                           | Christer Thunborg, Redaktionen & Magnus Knutsson                   |